# 賀勝橋戰鬥
賀勝橋戰鬥發生於1926年8月29日－31日，地點則是在中國鄂南一帶（今咸宁市咸安区贺胜桥镇地域内），是國民革命軍北伐戰爭的戰鬥之一。賀勝橋戰鬥的交戰雙方，一方為國民革命軍，另一方為吳佩孚部隊。因为作战阵地不大，双发战力不少，却施展不开，战斗激烈，第一天不分胜负。第二天，李宗仁和吴佩孚双双来到前沿阵地督战，战斗十分惨烈，尸横遍野。北伐军士气高昂，防守方逐渐支撑不住，吴佩孚为阻止溃败，指挥机关枪和大刀队督战对从阵地逃回的官兵格杀勿论，吴佩孚亲自将几位放弃阵地的旅长、团长斩首，并下令将他们的首级挂在电线杆上示众，但仍未挽回败局。:236

## 參看
- 中華民國北洋政府時期內戰戰鬥列表
- 鄂南會戰